# Hieracium angustifrons
Hieracium angustifrons es una especie de planta con flor del género Hieracium, de la familia Asteraceae, orden Asterales.

## Distribución
Hieracium angustifrons se distribuye por Rusia europea.

## Taxonomía
Fue descrita científicamente por Schljakov. Fue publicada en Fl. Murmansk. Obl. 5: 279, 427 (1966).